# Aeroportul Benalla
Aeroportul Benalla (IATA: BLN, ICAO: YBLA) este un aeroport din Victoria, Australia ce deservește zona Benalla⁠(d). A fost numit după zona deservită.
Situat la o altitudine de 173 m, aeroportul dispune de o singură pistă.